# Granitzen
Granitzen ist eine Streusiedlung in den Seetaler Alpen in der Steiermark. Granitzen bildet eine Ortschaft bzw. eine Katastralgemeinde der Gemeinde Obdach im Bezirk Murtal.

## Geographie
Die zerstreuten Häuser liegen unterhalb des Zirbitzkogels (2396 m ü. A.) im hinteren Tal des Granitzenbachs, auf Höhenlagen um 1100 m ü. A. Das Gebiet befindet sich nahe der Grenze zu Kärnten, von der Grenzlage leitet sich auch der Name ab (altslawisch Granica ‚Grenze‘).
Die Ortschaft umfasst etwa 100 Gebäude mit zirka 180 Einwohnern.
Zum Ortschafts- und Katastralgemeindegebiet gehören die zerstreuten Häuser Kollergraben, die Wochenendhaussiedlung Sabathygebiet und die Gehöfte Gutjahr, Knebelbauer, Leirer, Perwolf, Pusterer, Stiegenwirt, Tauscher, Walberer, und Einzellagen Gasthof Fiedlwirt, Almgasthof Rieser Alm, Almgasthof Rothaidenhütte, Sabathyhütte und Zirbitzkogelhaus, sowie die Almen Buchmoarhütte, Linderhütte, Perwolfbrendl, Reiterhütte, und Zirbenwaldhütte.
Nachbargemeinden und -katastralgemeinden
| Ossach (KG, Gem. Judenburg)                            | Kienberg (KG)                               | Obdachegg (KG) |
| Kulm (KG, Gem. Neumarkt in der Steiermark, Bez. Murau) | Kompassrose, die auf Nachbargemeinden zeigt | Obdach (KG)    |
| Noreia (KG, Gem. Mühlen, Bez. Murau)                   | Lavantegg (KG)                              |                |

## Geschichte
Die ehemals eigenständige Gemeinde wurde per 1. Jänner 1970 mit der Marktgemeinde Obdach zusammengelegt, Ortschaft und Katastralgemeinde bestehen weiter.